# Altmetrika
Altmetrika (anglicky altmetric) se používá jako označení pro alternativní scientometrickou metodu, která měří impakt komunikace vědeckých publikací.
Altmetriky se používají zejména pro evaluaci zmínek o vědeckých publikacích v digitálním prostředí. Měří třeba kolikrát byl daný článek sdílený na Facebooku, Wikipedii, Redditu či Twitteru. Altmeriky se v poslední době prosazují zejména v západních zemích. Jedná se o účinný nástroj pro hodnocení impaktu vědeckého výzkumu, komunikace vědy a vědeckého PR. Mezi nejznámější a největší mapovací nástroje patří Plumx od Elsevieru či analytické služby společnosti Altmetric.
Altmetric.com každý rok vyhodnocuje články s nejvyšším altmetrickým skórem, tedy nejvyšší impaktem v digitálním prostředí, například přehled za rok 2020 je uveden zde.